# Spišský Hrhov
Spišský Hrhov (bis 1948 slowakisch „Harhov“ oder älter „Harchov“; deutsch Gorg, ungarisch Görgő) ist eine Gemeinde im Osten der Slowakei mit 1910 Einwohnern (Stand 31. Dezember 2024) und gehört zum Okres Levoča im Prešovský kraj in der traditionellen Landschaft Zips (slowakisch Spiš).

## Geographie

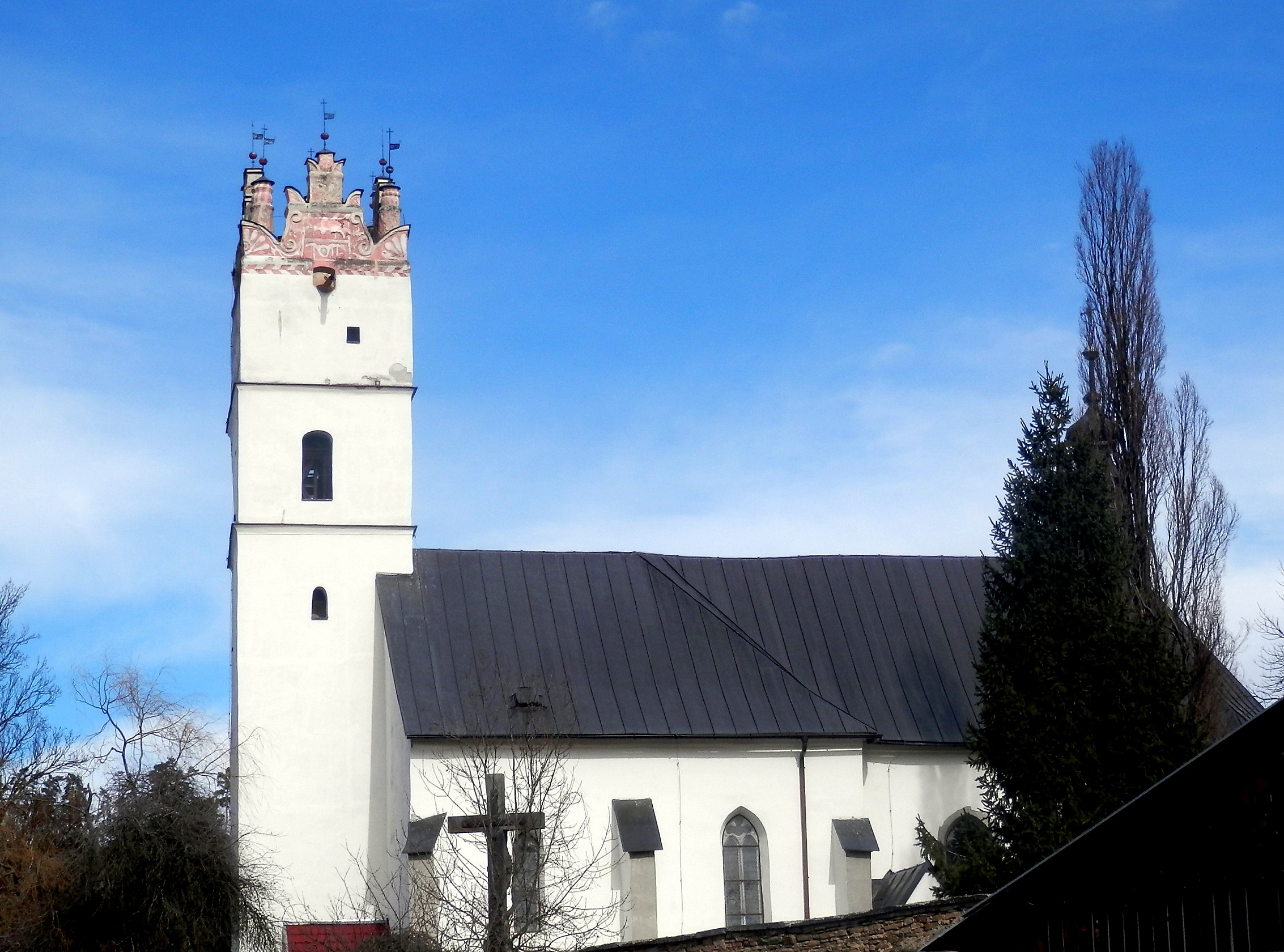
Kirche

Die Gemeinde befindet sich im Nordteil des Talkessels Hornádska kotlina am Bach Lodina am Fuße der Leutschauer Berge weiter im Norden. Das Ortszentrum liegt auf einer Höhe von 469 m n.m. und ist sieben Kilometer von Levoča sowie neun Kilometer von Spišské Podhradie entfernt.
Nachbargemeinden sind Uloža im Norden, Doľany im Nordosten, Klčov im Osten, Domaňovce im Süden, über einen Punkt Danišovce im Südwesten sowie Levoča im Westen und Nordwesten.

## Geschichte

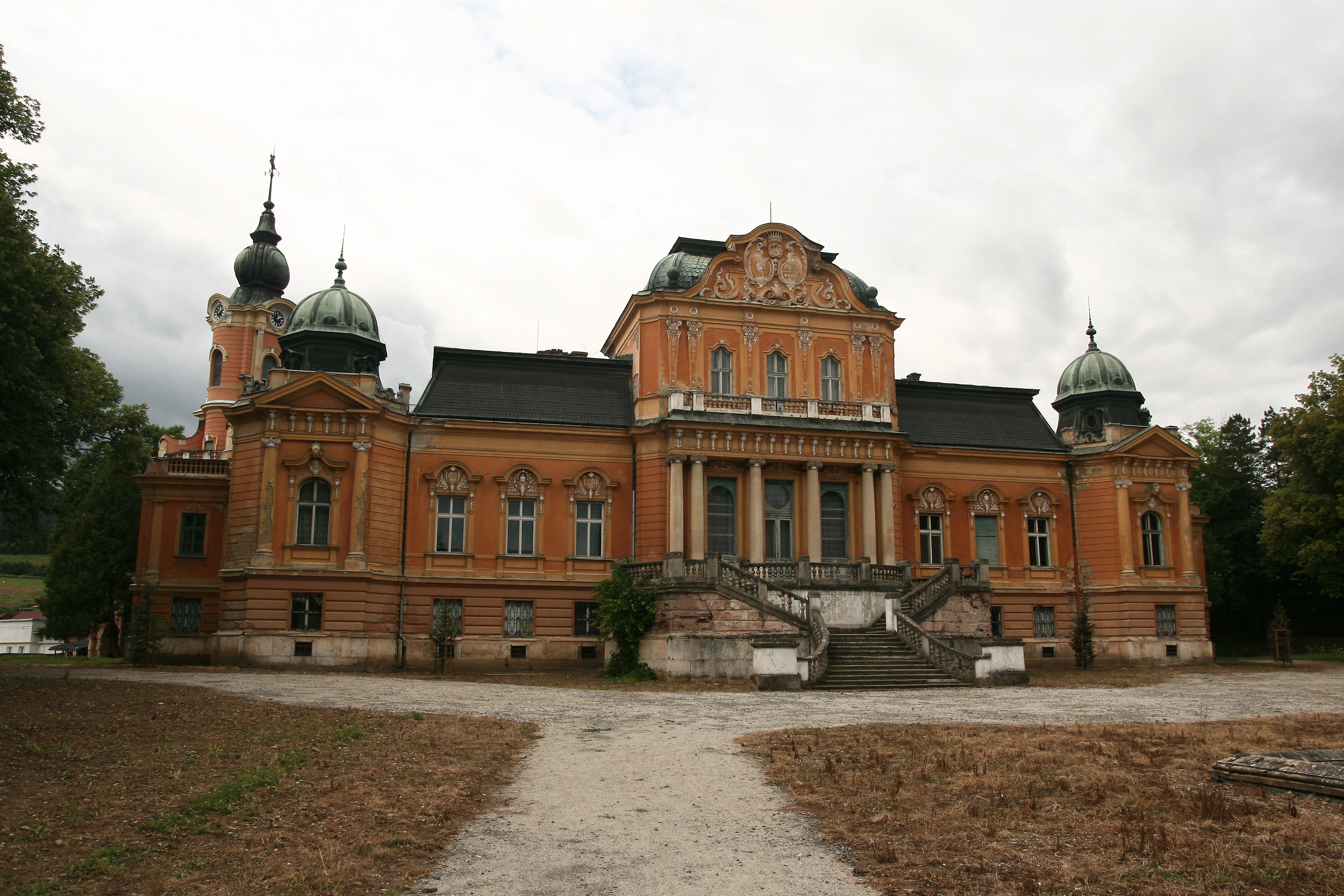
Landschloss

Das Gemeindegebiet wurde archäologischen Untersuchungen zufolge in der Jungsteinzeit besiedelt. Die Slawen erreichten das Gebiet vor dem 9. Jahrhundert, die hier zur Zeit des Mährerreichs in zumindest drei Siedlungen wohnten.
Der heutige Ort wurde zum ersten Mal 1243 als Gergew schriftlich erwähnt, als sich hier ein später als Görgey bekanntes Geschlecht niederließ. Im Zuge der deutschen Kolonisierung der Zips entstand neben dem älteren slawischen ein deutsches Dorf; sie verschmolzen 1280 zu einem Ort. Im 16. Jahrhundert war das Dorf zum Teil Besitz der Zipser Burg, später des Zipser Kapitels. 1787 hatte die Ortschaft 100 Häuser und 736 Einwohner, 1828 zählte man 119 Häuser und 871 Einwohner. Das Geschlecht Görgey verkaufte 1885 sein Gut an die Familie Csáky, die sich im Ort bis 1944 aufhielt und hier unter anderem ein neues Landschloss, einen großen landwirtschaftlichen Hof sowie je eine Brennerei und Ziegelei errichten ließ.
Bis 1918 gehörte der Ort im Komitat Zips zum Königreich Ungarn und kam danach zur neu entstandenen Tschechoslowakei beziehungsweise heute Slowakei.

## Bevölkerung
| Jahr                | 1994 | 2004     | 2014     | 2024     |
| ------------------- | ---- | -------- | -------- | -------- |
| Anzahl der Personen | 859  | 1020     | 1408     | 1910     |
| Unterschied         |      | +18,74 % | +38,03 % | +35,65 % |

| Jahr                | 2023 | 2024    |
| ------------------- | ---- | ------- |
| Anzahl der Personen | 1902 | 1910    |
| Unterschied         |      | +0,42 % |

Gemäß der Volkszählung 2011 wohnten in Spišský Hrhov 1333 Einwohner, davon 1173 Slowaken, 27 Roma, vier Polen, vier Russinen sowie jeweils ein Deutscher und Tscheche. 127 Einwohner machten keine Angabe zur Ethnie.
1069 Einwohner bekannten sich zur römisch-katholischen Kirche, 30 Einwohner zur griechisch-katholischen Kirche, fünf Einwohner zur altkatholischen Kirche, drei Einwohner zu den Zeugen Jehovas und zur apostolischen Kirche, jeweils zwei Einwohner zur Evangelischen Kirche A. B. und zur tschechoslowakischen hussitischen Kirche, ein Einwohner zur orthodoxen Kirche. Ein Einwohner bekannte sich zu einer anderen Konfession, 50 Einwohner waren konfessionslos und bei 167 Einwohnern wurde die Konfession nicht ermittelt.
Nach einem Artikel der Zeitung The New York Times waren 2017 von 1800 Einwohnern 350 Roma, die im Gegensatz zu vielen ostslowakischen Gemeinden gut in das Dorfleben integriert waren.

## Bauwerke und Denkmäler

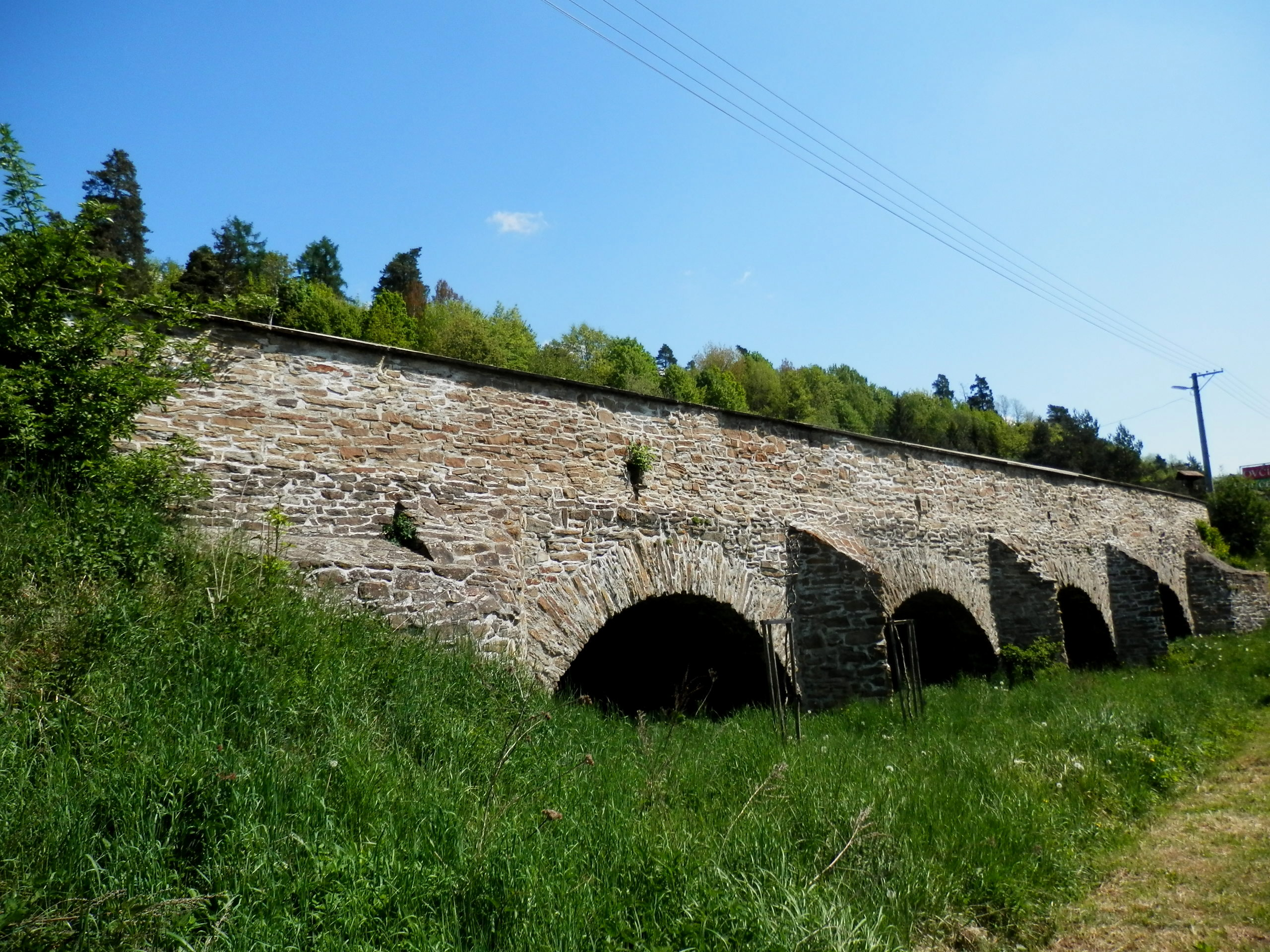
Bogenbrücke

- römisch-katholische Kirche der Heiligen Apostel Simon und Judas, ursprünglich gotisch und zweischiffig angelegt, nach einem Brand im Jahr 1708 nur einschiffig mit einem Renaissance-Turm und barocker Ausstellung
- neobarockes Landschloss der Familie Csáky aus dem Jahr 1895, zusammen mit einer Kapelle und einem Park
- 40 Meter lange steinerne Bogenbrücke aus der ersten Hälfte des 19. Jahrhunderts[7]

## Verkehr
Am Ortsrand verläuft die Cesta I. triedy 18 (I/18) von Poprad nach Prešov, weiter nördlich die Autobahn D1, die das Tal der Lodina auf einer 58 m hohen Talbrücke überquert.